# Keiselwitz
Keiselwitz ist ein zur Ortschaft Leipnitz der Großen Kreisstadt Grimma gehöriges Dorf im Landkreis Leipzig in Sachsen. Es wurde am 1. Juli 1950 nach Leipnitz eingemeindet, mit dem es am 1. Januar 1994 zur Gemeinde Thümmlitzwalde und am 1. Januar 2011 zur Stadt Grimma kam.

## Geographie

### Geographische Lage
Keiselwitz befindet sich südöstlich von Grimma an der Kreisstraße 8335 zwischen Leipnitz und Kössern. Nördlich und westlich des Orts fließen der Thümmlitzbach und der Mühlbach, südlich von Keiselwitz liegt der Thümmlitzwald, welcher zu einem großen Teil in der Keiselwitzer Flur liegt. Zu Keiselwitz gehören die im Tal des Mühlbachs/Thümmlitzbachs liegenden Mühlen Pfannkuchenmühle nordwestlich des Orts und Papstmühle südwestlich des Orts.

### Nachbarorte
| Höfgen, Schkortitz, Naundorf | Zeunitz                                     | Leipnitz                    |
| Förstgen, Kössern            | Kompassrose, die auf Nachbargemeinden zeigt |                             |
| Sermuth                      | Erlln, Maaschwitz                           | Thümmlitzwald (Forstgebiet) |

## Geschichte
Urkundlich wurde das Gassendorf Keiselwitz 1340 das erste Mal als „Kyselwicz“, „Kiselwitz“ genannt. Weitere Nennungen waren:
- 1446/48: Keyßelwitcz
- 1529: Keißelitz
- 1548: Keuselitz
- 1551: Keiselwitz

Bezüglich der Grundherrschaft gehörte Keiselwitz bis ins 19. Jahrhundert zum Rittergut Leipnitz. Der Ort lag bis 1856 im kurfürstlich-sächsischen bzw. königlich-sächsischen Amt Colditz. Bei den im 19. Jahrhundert im Königreich Sachsen durchgeführten Verwaltungsreformen wurden die Ämter aufgelöst. Dadurch kam Keiselwitz im Jahr 1856 unter die Verwaltung des Gerichtsamts Leisnig und 1875 an die neu gegründete Amtshauptmannschaft Döbeln. Kirchlich gehört Keiselwitz seit jeher zu Leipnitz. Der Thümmlitzwald, Sachsens ältester Forstwald, wurde vom Forstwissenschaftler Johann Heinrich Cotta in der ersten Hälfte des 19. Jahrhunderts neu geplant. Seit 1820 wurde er vermessen und mittels Flügeln und Schneisen in Rechtecke gegliedert. Zwischen 1820 und 1958 wurde im nördlichen Teil des Tümmlitzwaldes mit Unterbrechung von 1894 bis 1901 Braunkohle gefördert, dabei bis 1894 nur im Tagebau. In den Jahren 1923 bis 1958 wurden durchgehend Briketts erzeugt. Am nordwestlichen Waldrand fand von 1845 bis 1875 von Keiselwitz aus Kohlenabbau statt. Im südlichen Teil des Thümmlitzwalds erfolgte der Braunkohlenabbau bei Seidewitz von 1873 bis 1922 und von 1947 bis 1956. Heute befindet sich in der ehemaligen Grundschule Leipnitz eine Ausstellung über das Königlich-Sächsische Braunkohlewerk im Thümmlitzwald.
Am 1. Juli 1950 wurde Keiselwitz nach Leipnitz eingemeindet. Durch die zweite Kreisreform in der DDR im Jahr 1952 wurde Keiselwitz als Ortsteil der Gemeinde Leipnitz dem Kreis Grimma im Bezirk Leipzig angegliedert, der im Jahr 1990 als sächsischer Landkreis Grimma weitergeführt wurde und 1994 im Muldentalkreis bzw. 2008 im Landkreis Leipzig aufging. Durch den Zusammenschluss der Gemeinden Böhlen, Dürrweitzschen, Leipnitz, Ragewitz und Zschoppach wurde Keiselwitz am 1. März 1994 ein Ortsteil der Gemeinde Thümmlitzwalde. Am 1. Januar 2011 fusionierte diese mit der Großen Kreisstadt Grimma. Seitdem ist Keiselwitz einer von sechs Ortsteilen der Grimmaer Ortschaft Leipnitz.

### Entwicklung der Einwohnerzahl
| Jahr    | Einwohnerzahl                               |
| ------- | ------------------------------------------- |
| 1548/51 | 11 besessene Mann, 12 Inwohner, 9 1⁄4 Hufen |
| 1764    | 11 besessene Mann, 10 Häusler, 9 1⁄4 Hufen  |
| 1834    | 142                                         |

| Jahr | Einwohnerzahl |
| ---- | ------------- |
| 1871 | 162           |
| 1890 | 133           |
| 1910 | 110           |

| Jahr | Einwohnerzahl |
| ---- | ------------- |
| 1925 | 118           |
| 1939 | 131           |
| 1946 | 170           |

## Sehenswürdigkeiten
In der Liste der Kulturdenkmale in Keiselwitz sind die Kulturdenkmale des Ortes aufgeführt.